# Gran Premio motociclistico del Giappone 2005
Il Gran Premio motociclistico del Giappone 2005 corso il 18 settembre, è stato il dodicesimo Gran Premio della stagione 2005 e ha visto vincere: in MotoGP la Ducati di Loris Capirossi, nella classe 250 la Honda di Hiroshi Aoyama e nella classe 125 la KTM di Mika Kallio.
Per il pilota giapponese Hiroshi Aoyama si tratta della prima vittoria nel motomondiale.

## MotoGP
A causa dei numerosi ritiri non vengono assegnati tutti i punti disponibili visto che sono 11 i piloti giunti regolarmente al traguardo.

### Arrivati al traguardo
| Pos | Nº | Pilota           | Squadra              | Motocicletta | Giri | Tempo     | Griglia | Punti |
| --- | -- | ---------------- | -------------------- | ------------ | ---- | --------- | ------- | ----- |
| 1   | 65 | Loris Capirossi  | Ducati Marlboro      | Ducati       | 24   | 43:30.499 | 1       | 25    |
| 2   | 3  | Max Biaggi       | Repsol Honda         | Honda        | 24   | +1.479    | 5       | 20    |
| 3   | 6  | Makoto Tamada    | Konica Minolta Honda | Honda        | 24   | +16.227   | 4       | 16    |
| 4   | 7  | Carlos Checa     | Ducati Marlboro      | Ducati       | 24   | +22.148   | 9       | 13    |
| 5   | 21 | John Hopkins     | Suzuki MotoGP        | Suzuki       | 24   | +33.212   | 2       | 11    |
| 6   | 5  | Colin Edwards    | Gauloises Yamaha     | Yamaha       | 24   | +34.915   | 13      | 10    |
| 7   | 69 | Nicky Hayden     | Repsol Honda         | Honda        | 24   | +45.894   | 6       | 9     |
| 8   | 10 | Kenny Roberts Jr | Suzuki MotoGP        | Suzuki       | 24   | +56.498   | 8       | 8     |
| 9   | 24 | Toni Elías       | Fortuna Yamaha       | Yamaha       | 24   | +1:12.037 | 17      | 7     |
| 10  | 11 | Rubén Xaus       | Fortuna Yamaha       | Yamaha       | 24   | +1:34.927 | 19      | 6     |
| 11  | 27 | Franco Battaini  | Blata WCM            | Blata        | 23   | +1 giro   | 20      | 5     |

### Ritirati
| Nº | Pilota          | Squadra          | Motocicletta | Giri | Griglia |
| -- | --------------- | ---------------- | ------------ | ---- | ------- |
| 33 | Marco Melandri  | Movistar Honda   | Honda        | 12   | 3       |
| 46 | Valentino Rossi | Gauloises Yamaha | Yamaha       | 12   | 11      |
| 4  | Alex Barros     | Camel Honda      | Honda        | 12   | 10      |
| 15 | Sete Gibernau   | Movistar Honda   | Honda        | 11   | 7       |
| 56 | Shin'ya Nakano  | Kawasaki Racing  | Kawasaki     | 8    | 14      |
| 72 | Tōru Ukawa      | Camel Honda      | Honda        | 4    | 15      |
| 44 | Roberto Rolfo   | d’Antin Pramac   | Ducati       | 2    | 16      |
| 66 | Alex Hofmann    | Kawasaki Racing  | Kawasaki     | 2    | 12      |
| 45 | Naoki Matsudo   | Moriwaki Racing  | Moriwaki     | 0    | 18      |

### Non partito
| Nº | Pilota        | Squadra   | Motocicletta | Giri |
| -- | ------------- | --------- | ------------ | ---- |
| 77 | James Ellison | Blata WCM | Blata        | 21   |

## Classe 250
Al termine della gara, Jorge Lorenzo viene squalificato dal successivo GP per condotta irresponsabile, in quanto viene giudicato dalla direzione di gara responsabile della caduta di Alex De Angelis.

### Arrivati al traguardo
| Pos | Nº | Pilota           | Squadra                     | Motocicletta | Giri | Tempo     | Griglia | Punti |
| --- | -- | ---------------- | --------------------------- | ------------ | ---- | --------- | ------- | ----- |
| 1   | 73 | Hiroshi Aoyama   | Telefonica Movistar Honda   | Honda        | 23   | 43:52.454 | 1       | 25    |
| 2   | 1  | Daniel Pedrosa   | Telefonica Movistar Honda   | Honda        | 23   | +5.313    | 7       | 20    |
| 3   | 27 | Casey Stoner     | Carrera Sunglasses - LCR    | Aprilia      | 23   | +7.781    | 9       | 16    |
| 4   | 55 | Yūki Takahashi   | Team Scot                   | Honda        | 23   | +10.222   | 6       | 13    |
| 5   | 7  | Randy de Puniet  | Aprilia Aspar               | Aprilia      | 23   | +10.763   | 8       | 11    |
| 6   | 34 | Andrea Dovizioso | Team Scot                   | Honda        | 23   | +11.054   | 5       | 10    |
| 7   | 5  | Alex De Angelis  | MS Aprilia Italia Corse     | Aprilia      | 23   | +19.199   | 4       | 9     |
| 8   | 80 | Héctor Barberá   | Fortuna Honda               | Honda        | 23   | +24.665   | 13      | 8     |
| 9   | 6  | Alex Debón       | Wurth Honda BQR             | Honda        | 23   | +37.683   | 16      | 7     |
| 10  | 50 | Sylvain Guintoli | Equipe GP de France - Scrab | Aprilia      | 23   | +38.122   | 11      | 6     |
| 11  | 24 | Simone Corsi     | MS Aprilia Italia Corse     | Aprilia      | 23   | +38.194   | 24      | 5     |
| 12  | 17 | Steve Jenkner    | Nocable.it Race             | Aprilia      | 23   | +53.211   | 15      | 4     |
| 13  | 32 | Mirko Giansanti  | Matteoni Racing             | Aprilia      | 23   | +56.364   | 21      | 3     |
| 14  | 25 | Alex Baldolini   | Campetella Racing           | Aprilia      | 23   | +1:08.640 | 27      | 2     |
| 15  | 64 | Radomil Rous     | Wurth Honda BQR             | Honda        | 23   | +1:09.205 | 22      | 1     |
| 16  | 93 | Kouki Takahashi  | Dydo Miu Racing             | Honda        | 23   | +1:17.982 | 28      |       |
| 17  | 36 | Martín Cárdenas  | Aprilia Germany             | Aprilia      | 23   | +1:25.096 | 29      |       |
| 18  | 28 | Dirk Heidolf     | Kiefer-Bos-Castrol Honda    | Honda        | 23   | +1:26.088 | 20      |       |
| 19  | 77 | Mamoru Akiya     | Moto Space                  | Yamaha       | 23   | +1:33.286 | 30      |       |
| 20  | 79 | Masaki Tokudome  | Henkel Danke J Racing       | Yamaha       | 23   | +1:35.598 | 25      |       |
| 21  | 56 | Mathieu Gines    | Equipe GP de France - Scrab | Aprilia      | 23   | +1:37.552 | 32      |       |

### Ritirati
| Nº | Pilota            | Squadra                     | Motocicletta | Giri | Griglia |
| -- | ----------------- | --------------------------- | ------------ | ---- | ------- |
| 48 | Jorge Lorenzo     | Fortuna Honda               | Honda        | 22   | 2       |
| 44 | Tarō Sekiguchi    | Campetella Racing           | Aprilia      | 21   | 12      |
| 19 | Sebastián Porto   | Aprilia Aspar               | Aprilia      | 10   | 10      |
| 8  | Andrea Ballerini  | Abruzzo Racing              | Aprilia      | 10   | 26      |
| 57 | Chaz Davies       | Aprilia Germany             | Aprilia      | 5    | 23      |
| 75 | Shūhei Aoyama     | Harc-Pro                    | Honda        | 2    | 3       |
| 14 | Anthony West      | Red Bull KTM                | KTM          | 2    | 14      |
| 15 | Roberto Locatelli | Carrera Sunglasses - LCR    | Aprilia      | 0    | 17      |
| 21 | Arnaud Vincent    | Scuderia Fantic Motor GP    | Fantic       | 0    | 31      |
| 78 | Ryūji Yokoe       | RT Morinokumasan Sato Jyuku | Yamaha       | 0    | 18      |
| 96 | Jakub Smrž        | Arie Molenaar Racing        | Honda        | 0    | 19      |

### Non qualificati
| Nº | Pilota            | Squadra                  | Motocicletta |
| -- | ----------------- | ------------------------ | ------------ |
| 23 | Nicklas Cajback   | Kurz Prista Oil          | Yamaha       |
| 20 | Gabriele Ferro    | Scuderia Fantic Motor GP | Fantic       |
| 22 | Alexander Todorov | Kurz Prista Oil          | Yamaha       |

## Classe 125
La gara viene interrotta prima del termine stabilito a causa di un incidente, viene considerata valida la classifica al 15º giro visto che erano stati superati i 2/3 della distanza prevista.

### Arrivati al traguardo
| Pos | Nº | Pilota             | Squadra                       | Motocicletta | Giri | Tempo     | Griglia | Punti |
| --- | -- | ------------------ | ----------------------------- | ------------ | ---- | --------- | ------- | ----- |
| 1   | 36 | Mika Kallio        | Red Bull KTM                  | KTM          | 15   | 30:10.854 | 5       | 25    |
| 2   | 12 | Thomas Lüthi       | Elit Grand Prix               | Honda        | 15   | +0.111    | 7       | 20    |
| 3   | 55 | Héctor Faubel      | Master Aspar                  | Aprilia      | 15   | +1.517    | 6       | 16    |
| 4   | 71 | Tomoyoshi Koyama   | Ajo Motorsport                | Honda        | 15   | +2.349    | 2       | 13    |
| 5   | 75 | Mattia Pasini      | Totti Top Sport - NGS         | Aprilia      | 15   | +2.406    | 3       | 11    |
| 6   | 54 | Manuel Poggiali    | Metis Racing                  | Gilera       | 15   | +2.619    | 8       | 10    |
| 7   | 33 | Sergio Gadea       | Master Aspar                  | Aprilia      | 15   | +2.761    | 10      | 9     |
| 8   | 22 | Pablo Nieto        | Caja Madrid - Derbi Racing    | Derbi        | 15   | +2.961    | 13      | 8     |
| 9   | 19 | Álvaro Bautista    | Seedorf RC3 - Tiempo Holidays | Honda        | 15   | +3.720    | 9       | 7     |
| 10  | 32 | Fabrizio Lai       | Kopron Racing World           | Honda        | 15   | +9.936    | 14      | 6     |
| 11  | 63 | Mike Di Meglio     | Kopron Racing World           | Honda        | 15   | +14.546   | 12      | 5     |
| 12  | 41 | Aleix Espargaró    | Seedorf RC3 - Tiempo Holidays | Honda        | 15   | +14.693   | 24      | 4     |
| 13  | 29 | Andrea Iannone     | Abruzzo Racing                | Aprilia      | 15   | +15.699   | 19      | 3     |
| 14  | 9  | Toshihisa Kuzuhara | Angaia Racing                 | Honda        | 15   | +20.833   | 20      | 2     |
| 15  | 51 | Enrique Jerez      | Caja Madrid - Derbi Racing    | Derbi        | 15   | +22.562   | 17      | 1     |
| 16  | 35 | Raffaele De Rosa   | Matteoni Racing               | Aprilia      | 15   | +24.038   | 22      |       |
| 17  | 8  | Lorenzo Zanetti    | Skilled I.S.P.A. Racing       | Aprilia      | 15   | +25.907   | 18      |       |
| 18  | 6  | Joan Olivé         | Nocable.it Race               | Aprilia      | 15   | +27.014   | 27      |       |
| 19  | 43 | Manuel Hernández   | Totti Top Sport - NGS         | Aprilia      | 15   | +27.502   | 26      |       |
| 20  | 7  | Alexis Masbou      | Ajo Motorsport                | Honda        | 15   | +27.548   | 21      |       |
| 21  | 45 | Imre Tóth          | Team Toth                     | Aprilia      | 15   | +47.987   | 25      |       |
| 22  | 68 | Hiroaki Kuzuhara   | Jha Racing                    | Honda        | 15   | +48.337   | 31      |       |
| 23  | 10 | Federico Sandi     | Angaia Racing                 | Honda        | 15   | +48.524   | 34      |       |
| 24  | 64 | Yuki Hamamoto      | Hamamoto Racing               | Honda        | 15   | +51.086   | 32      |       |
| 25  | 20 | Takumi Takahashi   | Arie Molenaar Racing          | Honda        | 15   | +53.530   | 29      |       |
| 26  | 66 | Arata Mori         | Harc-Pro                      | Honda        | 15   | +53.610   | 33      |       |
| 27  | 26 | Vincent Braillard  | Team Toth                     | Aprilia      | 15   | +54.652   | 38      |       |
| 28  | 44 | Karel Abraham      | AB Cardion                    | Aprilia      | 15   | +55.454   | 30      |       |
| 29  | 67 | Kazuki Hanafusa    | Harc-Pro                      | Honda        | 15   | +1:03.564 | 41      |       |
| 30  | 28 | Jordi Carchano     | MVA Aspar                     | Aprilia      | 13   | +2 giri   | 36      |       |

### Ritirati
| Nº | Pilota            | Squadra                  | Motocicletta | Giri | Griglia |
| -- | ----------------- | ------------------------ | ------------ | ---- | ------- |
| 14 | Gábor Talmácsi    | Red Bull KTM             | KTM          | 13   | 1       |
| 52 | Lukáš Pešek       | Metis Racing             | Derbi        | 13   | 23      |
| 25 | Dario Giuseppetti | Semprucci Blauer USA     | Aprilia      | 12   | 28      |
| 58 | Marco Simoncelli  | Nocable.it Race          | Aprilia      | 9    | 4       |
| 31 | Sascha Hommel     | Malaguti Reparto Corse   | Malaguti     | 9    | 40      |
| 46 | Mateo Túnez       | MVA Aspar                | Aprilia      | 7    | 15      |
| 65 | Hiroomi Iwata     | Club Plus One            | Honda        | 6    | 35      |
| 15 | Michele Pirro     | Malaguti Reparto Corse   | Malaguti     | 5    | 37      |
| 11 | Sandro Cortese    | Kiefer-Bos-Castrol Honda | Honda        | 3    | 16      |
| 48 | David Bonache     | LG Mobile Ssmracing      | Honda        | 0    | 39      |
| 60 | Julián Simón      | Red Bull KTM             | KTM          | 0    | 11      |